# Александров, Даниэль
Даниэль Тихомиров Александров (болг. Даниел Тихомиров Александров; 13 сентября 1991, Дупница, Кюстендилская область, Болгария) — болгарский борец греко-римского стиля, призёр чемпионатов Европы и Европейских игр.

## Спортивная карьера
Занимается борьбой в спортивной школе «Минор», города Перник. Тренируется с 2010 года у Чимички Денисов, а с 2012 года у Армена Назаряна. В 2015 году на Европейских играх в Баку завоевал бронзовую медаль. В марте 2016 года стал бронзовым призёром чемпионата Европы в Риге, одолев в схватке за 3 место представителя Дании Райбека Бисултанова. На Олимпийских играх в Рио-де-Жанейро на стадии 1/16 финала победил у армянского борца Арсена Джулфалакяна, а в 1/8 финала проиграл венгру Петер Бачи и выбыл в борьбе за медаль. В мае 2018 года стал бронзовым призёром чемпионата Европы в Каспийске. В феврале 2020 года стал серебряным призёром чемпионата Европы в Риме, уступив в финале Рафику Гусейнову из Азербайджана.

## Спортивные результаты
- Чемпионат мира среди студентов 2012 — 5;
- Кубок мира по борьбе 2013 — 4;
- Чемпионат Европы по борьбе 2014 — 11;
- Чемпионат мира среди студентов 2014 — ;
- Чемпионат мира по борьбе 2014 — 20;
- Европейские игры 2015 — ;
- Чемпионат мира по борьбе 2015 — 18;
- Чемпионат Европы по борьбе 2016 — ;
- Олимпиада 2016 — 11;
- Чемпионат Европы по борьбе 2017 — 5;
- Чемпионат мира по борьбе 2017 — 5;
- Чемпионат Европы по борьбе 2018 — ;
- Чемпионат мира по борьбе 2018 — 17;
- Чемпионат Европы по борьбе 2019 — 5;
- Европейские игры 2019 — 9;
- Чемпионат мира по борьбе 2019 — 21;
- Чемпионат Европы по борьбе 2020 — ;